# 마용주
마용주(馬鏞周, 1969년 ~ )는 대한민국의 대법관이다.

## 학력
- 낙동고등학교 졸업
- 서울대학교 법과대학 법학 학사
- 조지타운 대학교 로스쿨 LL.M.

## 경력
- 1991년 제33회 사법시험 합격
- 1994년 제23기 사법연수원 수료
- 1997년 서울지방법원 판사
- 1999년 서울행정법원 판사
- 2001년 대전지방법원 판사
- 2004년 대전고등법원 판사
- 2005년 2월 대법원 법원행정처 인사심의관
- 2007년 서울고등법원 판사
- 2008년 서울중앙지방법원 판사
- 2009년 창원지방법원 통영지원 부장판사
- 2010년 2월~2012년 2월 대법원 재판연구관
- 2012년 2월~2014년 2월 대법원 윤리감사관
- 2014년 2월~2016년 2월 서울중앙지방법원 부장판사
- 2016년 2월~2017년 2월 광주고등법원 제주재판부 부장판사
- 2017년 2월~2019년 2월 대법원 선임재판연구관
- 2019년 2월~2021년 2월 대법원 수석재판연구관
- 2021년 2월~2025년 4월 서울고등법원 부장판사
- 2025년 4월~ 대법원 대법관